# ドリュー郡 (アーカンソー州)
ドリュー郡 (Drew County) はアメリカ合衆国アーカンソー州に位置する郡である。2000年現在、ここの人口は18,723人である。ここの郡庁所在地はモンティセロである。ドリュー郡は1846年11月26日に設立され第3代アーカンソー州知事「Thomas Drew」の名を取って命名された。

## 地理
アメリカ合衆国統計局によると、この郡は総面積2,164 km2 (836 mi2) である。このうち2,145 km2 (828 mi2) が陸地で19 km2 (7 mi2) が水地域である。総面積の0.89%が水地域となっている。

### 隣接する郡
- リンカーン郡  (北)
- デシェイ郡  (北東)
- チコット郡  (南東)
- アシュリー郡  (南)
- ブラドリー郡  (西)
- クリーブランド郡  (北東)

## 人口動静
2000年現在の国勢調査で、この郡は人口18,723人、7,337世帯、及び5,091家族が暮らしている。人口密度は9/km2 (23/mi2) である。4/km2 (10/mi2) の平均的な密度に8,287軒の住居が建っている。この郡の人種的構成は白人70.30%、アフリカン・アメリカン27.16%、先住民0.25%、アジア0.42%、太平洋諸島系0.02%、その他の人種1.00%、及び混血0.85%である。人口の1.76%がヒスパニックまたはラテン系である。
この郡内の住民は25.80%が18歳未満の未成年、18歳以上24歳以下が12.60%、25歳以上44歳以下が27.20%、45歳以上64歳以下が21.50%、及び65歳以上が12.80%にわたっている。中央値年齢は34歳である。女性100人ごとに対して男性は94.10人である。18歳以上の女性100人ごとに対して男性は91.50人である。
この郡の世帯ごとの平均的な収入は28,627米ドルであり、家族ごとの平均的な収入は37,317米ドルである。男性は30,794米ドルに対して女性は20,707米ドルの平均的な収入がある。この郡の一人当たりの収入 (per capita income) は16,264米ドルである。人口の18.20%及び家族の13.10%は貧困線以下である。全人口のうち18歳未満の21.90%及び65歳以上の21.80%は貧困線以下の生活を送っている。

## 都市及び町
| - Jerome - モンティセロ - Tillar | - ウィルマー - ウィンチェスター |